# Boszangers
De boszangers (Phylloscopus) vormen een geslacht van kleine, veelal bruingroene zangvogels uit de familie Phylloscopidae. Het geslacht telt 81 soorten.

## Eieren
De eieren van deze insectenetende vogels zijn wit of bruin gevlekt. Ze bouwen ovenvormige nesten.

## Soorten
- Phylloscopus affinis  – Himalayaboszanger
  - Phylloscopus affinis occisinensis  – West-Chinese boszanger
- Phylloscopus amoenus  – Kolombangaraboszanger
- Phylloscopus armandii  – Pater Davids boszanger
- Phylloscopus bonelli  – Bergfluiter
- Phylloscopus borealis  – Noordse boszanger
- Phylloscopus borealoides  – Japanse fitis
- Phylloscopus budongoensis  – Budongoboszanger
- Phylloscopus burkii  – Burkes goudoogboszanger
- Phylloscopus calciatilis  – Karstboszanger
- Phylloscopus canariensis  – Canarische tjiftjaf
- Phylloscopus cantator  – Orpheusboszanger
- Phylloscopus castaniceps  – Kastanjekopboszanger
- Phylloscopus cebuensis  – Dubois' boszanger
- Phylloscopus chloronotus  – Groene boszanger
- Phylloscopus claudiae  – Claudia's boszanger
- Phylloscopus collybita  – Tjiftjaf
- Phylloscopus coronatus  – Kroonboszanger
- Phylloscopus emeiensis  – Emeiboszanger
- Phylloscopus examinandus  – Kamtsjatkaboszanger
- Phylloscopus floresianus  – Floresboszanger
- Phylloscopus forresti  – Yunnanboszanger
- Phylloscopus fuligiventer  – Roetboszanger
- Phylloscopus fuscatus  – Bruine boszanger
- Phylloscopus goodsoni  – Harterts boszanger
- Phylloscopus grammiceps  – Soendaboszanger
- Phylloscopus griseolus  – Steenboszanger
- Phylloscopus hainanus  – Hainanboszanger
- Phylloscopus herberti  – Herberts boszanger
- Phylloscopus humei  – Humes bladkoning
- Phylloscopus ibericus  – Iberische tjiftjaf
- Phylloscopus ijimae  – Izuboszanger
- Phylloscopus inornatus  – Bladkoning
- Phylloscopus intensior  – Witstaartboszanger
- Phylloscopus intermedius  – Zilveroogboszanger
- Phylloscopus kansuensis  – Meises boszanger
- Phylloscopus laetus  – Bruinwangboszanger
- Phylloscopus laurae  – Boultons boszanger
- Phylloscopus maculipennis  – Grijskeelboszanger
- Phylloscopus maforensis  – Numforboszanger
- Phylloscopus magnirostris  – Diksnavelfitis
- Phylloscopus makirensis  – Makiraboszanger
- Phylloscopus misoriensis  – Biakboszanger
- Phylloscopus montis  – Geelborstboszanger
- Phylloscopus neglectus  – Dwergtjiftjaf
- Phylloscopus nesophilus  – Sulawesiboszanger
- Phylloscopus nigrorum  – Luzonboszanger
- Phylloscopus nitidus  – Groene fitis
- Phylloscopus occipitalis  – Streepkopboszanger
- Phylloscopus ogilviegranti  – Kloss' boszanger
- Phylloscopus olivaceus  – Morseleys boszanger
- Phylloscopus omeiensis  – Omeigoudoogboszanger
- Phylloscopus orientalis  – Balkanbergfluiter
- Phylloscopus plumbeitarsus  – Swinhoes boszanger
- Phylloscopus poliocephalus  – Papoeaboszanger
- Phylloscopus poliogenys  – Grijswangboszanger
- Phylloscopus presbytes  – Timorboszanger
- Phylloscopus proregulus  – Pallas' boszanger
- Phylloscopus pulcher  – Goudbandboszanger
- Phylloscopus reguloides  – Blyths boszanger
- Phylloscopus ricketti  – Goudkroonboszanger
- Phylloscopus rotiensis  – Rotiboszanger
- Phylloscopus ruficapilla  – Roodkapboszanger
- Phylloscopus sarasinorum  – Lompobattangboszanger
- Phylloscopus schwarzi  – Raddes boszanger
- Phylloscopus sibilatrix  – Fluiter
- Phylloscopus sindianus  – Bergtjiftjaf
- Phylloscopus soror  – Zustergoudoogboszanger
- Phylloscopus subaffinis  – Chinese boszanger
- Phylloscopus subviridis  – Brooks' bladkoning
- Phylloscopus tenellipes  – Oessoerifitis
- Phylloscopus tephrocephalus  – Grijskruingoudoogboszanger
- Phylloscopus trivirgatus  – Bergboszanger
- Phylloscopus trochiloides  – Grauwe fitis
- Phylloscopus trochilus  – Fitis
- Phylloscopus tytleri  – Dunsnavelfitis
- Phylloscopus umbrovirens  – Rüppells boszanger
- Phylloscopus valentini  – Harterts goudoogboszanger
- Phylloscopus whistleri  – Ticehursts goudoogboszanger
- Phylloscopus xanthodryas  – Japanse boszanger
- Phylloscopus xanthoschistos  – Grijskopboszanger
- Phylloscopus yunnanensis  – Szechwanboszanger